# Selección masculina de rugby 7 de Alemania
La selección masculina de rugby 7 de Alemania  es el equipo nacional de la modalidad de rugby 7 (7 jugadores), a veces se denomina simplemente Alemania VII.

## Reseña
La selección alemana de juego reducido ha participado en algunas ediciones de la Serie Mundial y clasificó a la Mundial de Seven por primera vez en la edición 2022. A nivel continental, participa anualmente del Grand Prix, un circuito de seven organizado por Rugby Europe.

## Palmarés
- Challenger Series:
  - Seven de Viña del Mar: 2020
- Sevens Grand Prix Series (1): 2019
- Rugby Europe Sevens Trophy (1): 2011

## Participación en copas
| - Ciudad del Cabo 2022: 18º puesto - Serie Mundial 99-00: 22º puesto (0 pts) - Serie Mundial 00-01: no participó - Serie Mundial 01-02: no participó - Serie Mundial 02-03: no participó - Serie Mundial 03-04: 15º puesto (0 pts) - Serie Mundial 04-05: no participó - Serie Mundial 05-06: ? - Serie Mundial 06-07: no participó - Serie Mundial 07-08: no participó - Serie Mundial 08-09: 17º puesto (0 pts) - 2009-10 al 2019-20: no participó - Serie Mundial 20-21: 7º puesto (16 pts) - Serie Mundial 21-22: 18º puesto (10 pts) - Serie Mundial 22-23: 20º puesto (1 pt) - Challenger Series 2020: 3° puesto - Challenger Series 2022: 4° puesto - Challenger Series 2023: 3° puesto - Duisburgo 2005: 8º puesto (último) - Clasificatorio a Río 2016: semifinalista - No ha clasificado | - European Sevens Championship 2002: 3º puesto - European Sevens Championship 2003: 4º puesto - European Sevens Championship 2004: 16º puesto - European Sevens Championship 2005: 6º puesto - European Sevens Championship 2006: no participó - European Sevens Championship 2007: 10º puesto - European Sevens Championship 2008: 7º puesto - European Sevens Championship 2009: 9º puesto - European Sevens Championship 2010: no participó - Sevens Grand Prix Series 2011: 1º puesto - Sevens Grand Prix Series 2012: 12º puesto - Sevens Grand Prix Series 2013: 10º puesto - Sevens Grand Prix Series 2014: 10º puesto - Sevens Grand Prix Series 2015: 4º puesto - Sevens Grand Prix Series 2016: 6º puestoº puesto - Sevens Grand Prix Series 2017: 5º puesto - Sevens Grand Prix Series 2018: 4º puesto - Sevens Grand Prix Series 2019: Campeón - Circuito Sudamericano 2018: 6º puesto - Circuito Sudamericano 2019: 5º puesto |